# The Vow
The Vow (bra: Para Sempre; prt: Prometo Amar-Te) é um filme franco-britano-australo-germano-estadunidense de 2012, do gênero drama romântico, dirigido por Michael Sucsy com trilha sonora de Rachel Portman e Michael Brook.
É estrelado por Rachel McAdams, Channing Tatum, Sam Neill, Scott Speedman e Jessica Lange.
O filme é baseado em uma história real sobre uma jovem mulher que perde toda a sua memória em um acidente de carro e luta para reconstruir sua vida. É baseado no livro de mesmo título, que é a história de Kim e Krickitt Carpenter.

## Enredo
Paige e Leo viviam muito bem até que se recuperam de um acidente de carro que coloca Paige em coma. Quando ela acorda com perda de memória, Leo esforça para conquistar o coração de sua amada mais uma vez. A historia  é baseada em fatos reais.

## Elenco
- Rachel McAdams como Paige Collins
- Channing Tatum como Leo Collins
- Scott Speedman como Jeremy
- Tatiana Maslany como Lily
- Sam Neill como Bill Thornton[9]
- Jessica Lange como Rita Thornton[9]
- Jessica McNamee como Gwen[10]
- Wendy Crewson como Dr. Fishman
- Sarah Carter como Diane
- Lucas Bryant como Kyle
- Dillon Casey como Ryan
- Rachel Skarsten como Rose
- Kristina Pesic como Lizbet
- Brittney Irvin como Lena
- Jeananne Goossen como Sonjia
- Kim Roberts como Barbara

## Produção
Em junho de 2010, foi relatado que Rachel McAdams e Channing Tatum seriam o protagonistas do filme.
As filmagens ocorreram no período de agosto até novembro de 2010 em Toronto e Chicago.
Esta é uma rara coprodução entre seis nações: Estados Unidos, França, Reino Unido, Brasil, Austrália e Alemanha.

## Crítica
The Vow recebeu críticas mistas ou médias pela crítica profissional. Com a pontuação de 31% baseada em 134 avaliações, o Rotten Tomatoes chegou ao consenso: "Channing Tatum e Rachel McAdams fazem o seu melhor com o que lhes dão, mas The Vow é muito raso e familiar para satisfazer...". Por comparação no Metacritic a pontuação é de 43% em base de 28 avaliações.